# Toltén
Toltén es una comuna de la zona sur de Chile, ubicada en la provincia de Cautín, Región de La Araucanía. Su capital comunal, Nueva Toltén, se localiza en la ribera sur del río Toltén —a 7 km del océano Pacífico— y a 100 km de Temuco. Según el censo de 2017, la comuna tiene 9722 habitantes.
Junto con las comunas de Nueva Imperial, Saavedra, Teodoro Schmidt y Carahue, conforma la Asociación de Municipios Costa Araucanía.

## Historia
El actual pueblo, Nueva Toltén, reemplazó a la antigua Toltén, edificada junto al río y arrasada por el maremoto causado por el terremoto de Valdivia de 1960. Este fue un pueblo de pescadores y, desde la época de la Colonia, plaza de avanzada para los contactos de la ciudad de Valdivia con los mapuches asentados en la ribera norte del río. Uno de los últimos acontecimientos ha sido el problema de la hidroeléctrica.

## Medio ambiente

### Geomorfología y componentes abióticos

Trazado simplificado de los ecosistemas y cuerpos de agua presentes en la comuna de Toltén.

La comuna de Toltén se encuentra emplazada en las unidades geomorfológicas de Cordillera de la costa, Planicie marina o fluviomarina y Llanos de sedimentación fluvial o aluvional; y presenta según la clasificación climática de Köppen clima mediterráneo de lluvia invernal (Csb), clima mediterráneo de lluvia invernal e influencia costera (Csb (i)), clima templado lluvioso (Cfb), clima templado lluvioso con leve sequedad estival (Cfb (s)) y clima templado lluvioso con leve sequedad estival e influencia costera (Cfb (s) (i)). Esta además se halla entre las cuencas hidrográficas de Costeras entre límite de la región y el río Valdivia, río Queule y río Toltén. Además, la comuna posee diversos cuerpos de agua, entre los que se destacan la laguna Patagua y laguna Tromen; y río Boldo o Queule, río Quinque y río Toltén.

### Componentes bióticos
Dentro del territorio de la comuna se pueden hallar los siguientes ecosistemas:
- Bosque caducifolio templado donde predominan Nothofagus obliqua y Laurelia sempervirens (En peligro)
- Bosque laurifolio templado interior donde predominan Nothofagus dombeyi y Eucryphia cordifolia (Preocupación menor)

### Medidas de protección ambiental y conflictos socioambientales
Hasta 2022, la comuna de Toltén cuenta con un área territorial destinada a la protección ambiental:
- Humedales de Queule (Sitios ERB)[10]

## Administración

### Municipalidad
La Municipalidad de Toltén para el periodo 2021-2024 es dirigida por el alcalde Guillermo Martínez Soto (Unión Demócrata Independiente - Chile Vamos) y el concejo municipal conformado por los concejales:
- Rory Esteban Arellano Navarrete (Renovación Nacional)
- Diego Felipe Del Río Himiguala (IND - Chile Vamos UDI - IND)
- Jeremías Jonatan Rivera Carrasco (IND - Chile Vamos UDI - IND)
- Leonel Ávila Muñoz (Unión Demócrata Independiente)
- Mario Cayo Manquehual (IND - Ecologistas e IND)
- Nelson Sebastián Castro Trecanao (Partido Radical de Chile)

#### Costa Araucanía

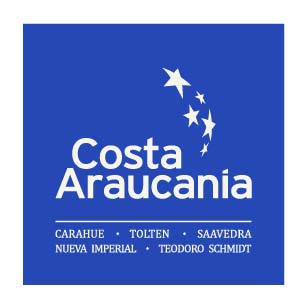
Asociación de Municipios Costa Araucanía

Desde el 27 de noviembre de 2014 las comunas de Carahue, Saavedra, Nueva Imperial, Teodoro Schmidt y Toltén formaron la Asociación de Municipios Costa Araucanía (AMCA), con el propósito de trabajar mancomunadamente en el aumento de la inversión pública y privada, y la promoción de una identidad territorial común. En octubre de 2016 la Asociación logró que se decretara el territorio Costa Araucanía como «Zona de rezago», mediante Decreto Supremo N.º 1490.

### Representación parlamentaria
Toltén forma parte de la Circunscripción Senatorial XI y del Distrito Electoral 23. Es representada en la Cámara de Diputados del Congreso Nacional por los siguientes diputados:
- Miguel Alejandro Mellado Suazo (Renovación Nacional)
- Miguel Ángel Becker Alvear (Renovación Nacional)
- Henry Leal Bizama (Unión Demócrata Independiente)
- Andrés Jouannet Valderrama (IND - Partido Radical)
- Stephan Herbert Schubert Rubio (IND - Partido Republicano de Chile)
- Mauricio Antonio Ojeda Rebolledo (IND - Partido Republicano de Chile)
- Ericka Ñanco Vásquez (Revolución Democrática)

En el Senado, la representan:
- Felipe Kast Sommerhoff (Evópoli)
- Francisco Huenchumilla Jaramillo (PDC)
- Jaime Quintana Leal (PPD)
- José García Ruminot (RN)
- Carmen Gloria Aravena Acuña (Evópoli)

## Economía
En 2018, la cantidad de empresas registradas en Toltén fue de 90. El Índice de Complejidad Económica (ECI) en el mismo año fue de -0,74, mientras que las actividades económicas con mayor índice de Ventaja Comparativa Revelada (RCA) fueron Almacenes Medianos para Venta de Alimentos, Supermercados y Minimarkets (119,55), Reparación de Embarcaciones Menores (69,2) y Venta al por Mayor de Animales Vivos (55,32).

## Cultura

### Tolteninos
La comuna de Toltén ha sido cuna de figuras destacadas, como Nelly Meruane (1932-2018), una reconocida actriz chilena que dejó una huella importante en la televisión y el teatro.